# Geronima Parasole
Geronima Parasole (1569-1622) fue una grabadora e impresora italiana.  Era hermana de Isabella Parasole y esposa del grabador Leonardo Parasole.

## Obra

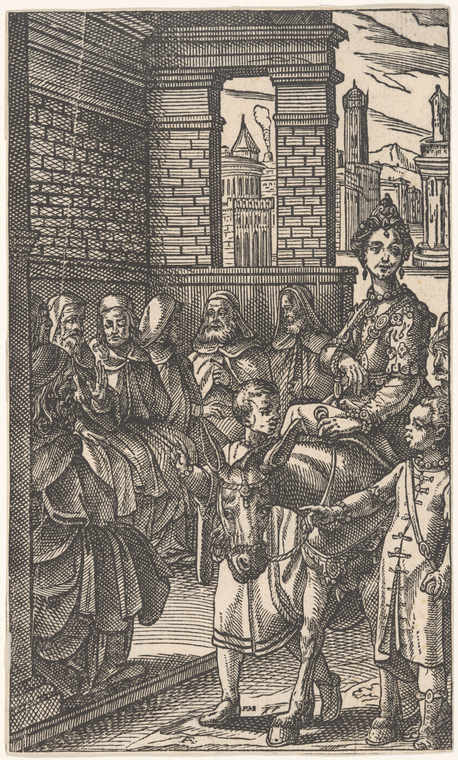
Grabado de Geronima Parasole: Mujer cabalgando un burro.

Geronima Cagnaccia Parasole según modelo de  Antonio Tempesta, Batalla de Lapitas y Centauros, c. 1600. Xilografía. 42 por 68 cm. Colección Samuel Putnam Avery, Colección de Grabados, División de Arte, Grabados y Fotografías de Miriam e Ira D. Wallach, Biblioteca Pública de Nueva York, Fundaciones Astor, Lenox y Tildern. Grolier 356, número de objeto 112860.